# Ronni Hawk
Verónica Faith Hawk (nacida el 9 de septiembre de 1999 en Boca Ratón, Florida) es una actriz estadounidense. Ganó notoriedad a través de su papel como Rachel Díaz en la serie Stuck in the Middle producida para Disney Channel; además de por su papel de Olivia en la serie On My Block.
Además de tener una aparición en el programa estadounidense S.W.A.T (2018)

## Biografía
A la edad de cinco años, Hawk comenzó a practicar el baile en un teatro. A la edad de doce años, apareció por primera vez en campañas publicitarias. Desde 2016 participa en la serie de comedia infantil Stuck in the Middle como Rachel Díaz, además de como Olivia en la serie On My Block (2018). Ronni Hawk tiene dos hermanas: Ashlyn Hawk y Katy Hawk, y dos hermanos: Ben Hawk y Jared Hawk.

## Filmografía
| Año         | Título              | Personaje   | Notas                                                                     |
| ----------- | ------------------- | ----------- | ------------------------------------------------------------------------- |
| 2014        | Playing Hooky       | Leah        | Episodio: "Playing Balls"                                                 |
| 2016 - 2018 | Stuck in the Middle | Rachel Diaz | Papel principal (temporada 1-2); Estrella invitada especial (temporada 3) |
| 2018        | On My Block         | Olivia      | Papel recurrente (temporada 1)                                            |
| 2018        | S.W.A.T             | Tiffany     | Episodio: "The Tiffany Experience" (temporada 2)                          |
| 2020        | Legacies            | Wendy       | 2 episodios (temporada 2)                                                 |